# Einar Lundborg

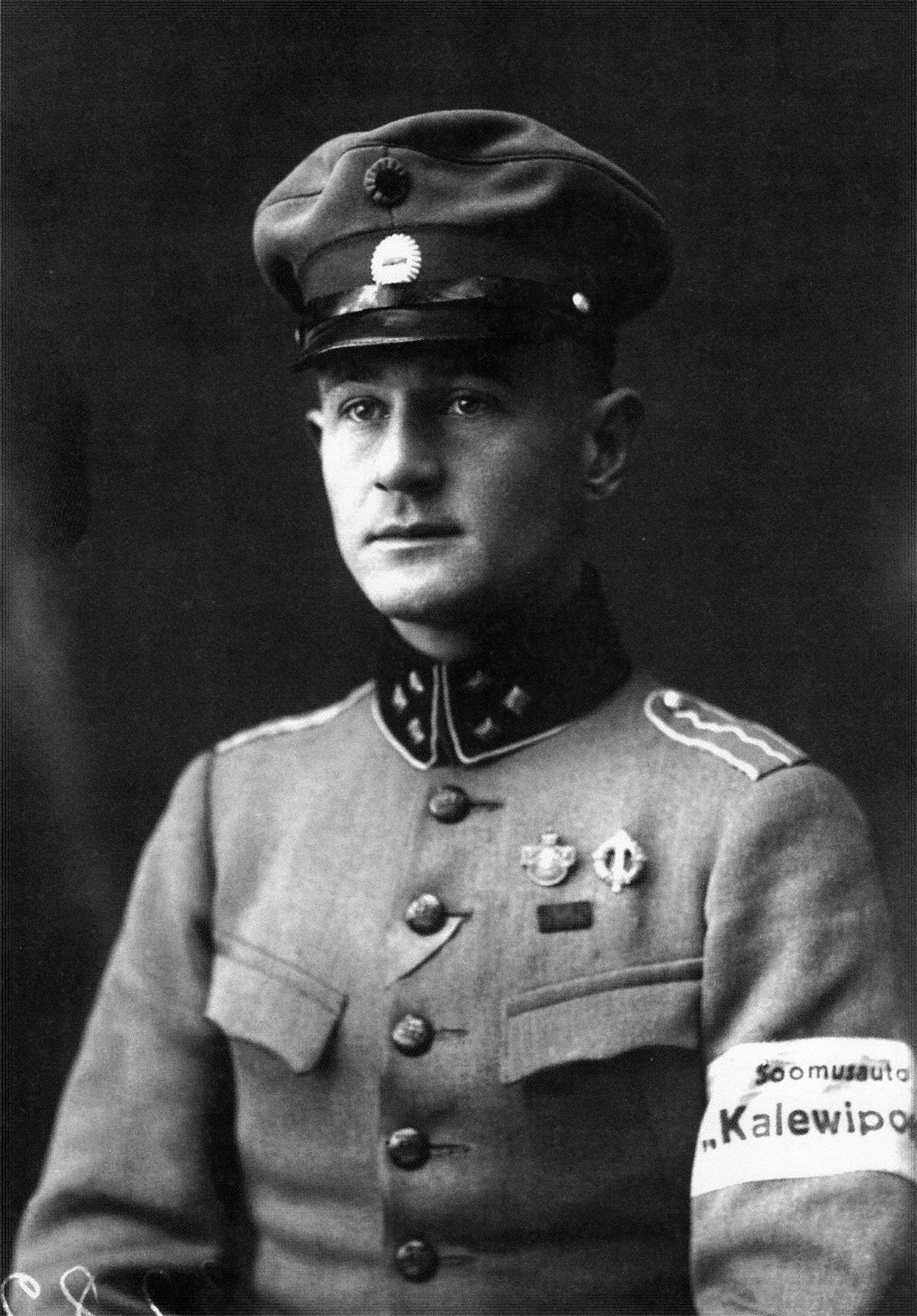
Einar Lundborg

Einar Lundborg (* 5. April 1896 in Kalkutta, Indien; † 27. Januar 1931 in Malmslätt) war ein schwedischer Flieger.
Er nahm am Finnischen Bürgerkrieg 1918 und am Estnischen Freiheitskrieg 1918–1920 teil. Lundborg wurde 1928 im Zusammenhang mit der Rettung von Umberto Nobile berühmt und gilt heute als schwedischer Nationalheld.
Er verunglückte 1931 bei der Erprobung der Svenska Aero Jaktfalken tödlich.

## Schriften
- The Arctic rescue. How Nobile was saved. New York 1929.

## Auszeichnungen
- Freiheitskreuz (Estland)
- Eisernes Kreuz 1. u. 2. Klasse
- Finnischer Orden des Freiheitskreuzes
- Finnischer Orden der Weißen Rose
- Orden des Heiligen Wladimir
- Russischer Orden der Heiligen Anna